# 34446 Karenmccoy
34446 Karenmccoy este o planetă minoră (asteroid) din centura de asteroizi. A fost descoperită pe 24 septembrie 2000 la Experimental Test Site⁠(d) de Lincoln Near-Earth Asteroid Research. 
Obiectul prezintă o orbită caracterizată de o semiaxă mare de 2,3574527 UAi, o excentricitate de 0,05, o înclinație de 7,256 ° în raport cu ecliptica.